# Неволин, Константин Алексеевич
Константи́н Алексе́евич Нево́лин (1 (13) июля 1806 — 6 (18) октября 1855) — русский юрист-правовед, один из создателей юридической науки в России, специалист по исторической географии, профессор и ректор Императорского университета св. Владимира в Киеве, профессор и декан юридического факультета Санкт-Петербургского университета; действительный статский советник.

## Биография
Родился в семье священника 1 (13) июля 1806 года. Образование получил в Вятской духовной семинарии (1824) и Московской духовной академии. Ещё до окончания курса был избран в числе других студентов университетов и духовных академий (всего 20 человек; из Санкт-Петербургской академии — шестеро, в числе которых ещё и Богородский и Орнатский), для изучения теории и практики законоведения при II Отделении Собственной Его Императорского Величества Канцелярии под руководством М. М. Сперанского. Прослушал курс лекций по гражданскому праву А. П. Куницына, по финансам М. Г. Плисова, по истории К. И. Арсеньева и, кроме того, в Санкт-Петербургском университете, римское право у Шнейдера, греческую и римскую словесность у Грефе; изучал языки. В 1829 году после сдачи экзаменов в Санкт-Петербурге, вместе со своими товарищами, был командирован в Берлинский университет, где, в течение трёх лет, под руководством Савиньи, изучал философию права, историю и теорию государственного права, римское, германское, прусское и европейское международное право. По возвращении из-за границы был прикомандирован ко II-му отделению для изучения и доработки свода привилегий и законов Остзейских губерний.
В начале 1834 года состоялся экзамен на степень доктора в присутствии Балугьянского, Куницына и Плисова.
После защиты диссертации на степень доктора: «О философии законодательства у древних» Неволин был назначен в 1835 году профессором энциклопедии права и учреждений Российской империи в Университет Св. Владимира. В 1837—1843 годах он был ректором университета и в этой должности стал ещё и помощником попечителя учебного округа и неоднократно исполняя его обязанности, руководил всеми средними учебными заведениями округа. Под председательством Неволина были выработаны программы преподавания и экзаменов по всем предметам для гимназий и уездных училищ, было расширено преподавание на юридическом факультете Киевского университета. Разногласия с новым попечителем, князем Давыдовым, вынудили Неволина подать прошение об отставке.
В 1843 году он был назначен на кафедру российских гражданских законов в Императорский Санкт-Петербургский университет, где был избран, в 1847 году, проректором и деканом юридического факультета. С 1845 года преподавал историю российского законодательства на философском факультете, с 1848 года одновременно преподавал историю российского законодательства и энциклопедию законоведения в Императорском училище правоведения. С 17 апреля 1846 года — статский советник.
В 1852 году прикомандирован к военному министерству для участия в доработке военно-уголовных законов, в 1854 году назначен членом консультации при министерстве юстиции.
О личной жизни Неволина известно немного. Он женился на 43-м году жизни на дочери генерал-майора Любови Богдановне Нилус, имел двух дочерей – Зинаиду и Евгению.
Умер 6 (18) октября 1855 года в городке Бриксене в Тироле (одной из земель Австрийской империи), где он лечился от чахотки. Николай I распорядился отнести все расходы, связанные с погребением, на счёт казны, а семье покойного назначить пенсию в 2,5 тысячи рублей серебром в год. На торжественной литургии 25 мая 1856 г. присутствовал император[прояснить], титулованные особы, сановники, министры, почитатели, ученики и студенты знаменитого правоведа. Похоронен под Смоленской церковью на Смоленском православном кладбище.

## Научная деятельность
Первым трудом, создавшим Неволину учёное имя, была «Энциклопедия законоведения» (1839—1840).
«Энциклопедия» Неволина впервые проводит начала исторической школы. В общей части, определяя предмет законоведения, Неволин стоит на почве естественного права и учения Гегеля. В отделе о происхождении и образовании законодательств Неволин различает "во всяком законодательстве две составных части: часть, которая может быть познана непосредственно умом, и сама по себе имеет обязательную силу, независимо от общественного постановления, — законы естественные. Первые представляют всеобщую и необходимую сторону законодательства, вторые — случайную и ограниченную. В вопросе о происхождении и постепенном образовании законов внутри государства Неволин следует исторической школе, признавая формами законов «или обычаи, или законы в тесном смысле, или же учение законоведцев». В отделе о разделении законов Неволин смотрит на законоведение преимущественно с практической точки зрения. Являясь в общей части энциклопедии эклектиком, Неволин в особенной части (история философии законодательства, история положительных законодательств) выступает более компилятором, чем самостоятельным исследователем. Энциклопедия для своего времени была крупным явлением. Эта работа принесла автору известность, получила высокую оценку среди русских юристов и до середины XIX в. оставалась единственной и непревзойдённой в русской юридической литературе книгой, руководящим источником по истории философии права в России. Также известно, что Фридрих Карл фон Савиньи, лекции которого Неволин слушал в Берлине, стал одним из первых читателей и ценителей его фундаментального труда по истории философии законодательства, то есть истории правоведения всех времён и практически всех изучаемых в то время народов и даже племён. О работе К. А. Неволина проф. А. Станиславский писал: «Если б юридическая литература нашего времени не произвела ничего более, кроме сочинения Неволина, то и тогда уже оно имело бы право на признательность потомков».
Состоял членом Императорского Географического общества, для которого в 1847 году вызвался написать статью «О важности писцовых книг для древней географии России» и для этого получил из Московского архива иностранных дел три тома писцовых книг, относящихся к Вотской и Деревской пятинам. В 1851 году в его распоряжение поступили ещё 15 томов писцовых Новгородских книг. В результате работы с ними к концу 1851 года Неволиным была составлена карта древних Новгородских пятин, которая была отмечена вышей наградой Географического общества — Константиновской медалью.
Важное научное значение имеют исторические труды Неволина, и между ними капитальная «История российских гражданских законов» (1851). Неволин первый воспользовался обширными, только что обнародованными тогда источниками по русской истории — «Полным собранием законов», «Полным собранием летописей» (т. I—IV) и актами археографической комиссии — и дал пример, как должен исследователь пользоваться такими изданиями. Неволин изучал хронологическую смену узаконений по каждому вопросу официальной схемы.
Как отмечает проф. А. П. Бородин, к работам К. А. Неволина неоднократно приходится применять слово «впервые». Как и многие деятели XVII – XIX вв. К. А. Неволин был многогранен: кроме интенсивной административной работы, весьма плодотворных научной и законодательной деятельности, учёному ставят в заслугу и создание русского юридического образования на научных основах. Вместе с тем К. А. Неволина упрекают в некритическом, примиренческом отношении к социальным и историко-правовым реалиям тогдашней России, к её крепостническим и абсолютистским порядкам. Неволин в своей философии права обходит все политически острые вопросы. В его работах нет критики крепостного строя, ничего не говорится об ограничении власти абсолютного монарха, о разделении властей.

## Сочинения
Все сочинения Неволина, кроме докторской диссертации и «О пятинах и погостах», изданы И. Е. Андреевским в 1857—1859 гг.
- Рассуждение о философии законодательства у древних, сочиненное для получения степени д-ра законоведения Константином Неволиным. — Санкт-Петербург : тип. II Отд-ния Собств. е. и. в. канцелярии, 1835, 107 с.;
- Энциклопедия законоведения. — М.: Издание И. Е. Андреевского (?), 1839—1840.
- Общий список русских городов. — Санкт-Петербург : тип. М-ва вн. дел, 1844. — 85 с.; 24. — (Исследования о городах русских).
- Образование управления в России от Иоанна III до Петра Великого. // Журнал Министерства народного просвещения. — 1844. — № № 1, 2, 3.
- Образование управления в России от Иоанна III до Петра Великого. — М.: Издание И. Е. Андреевского, 1844.
- О пространстве церковного суда в России до Петра Великого / Соч. орд. проф. С.-Петерб. ун-та К. Неволина. — Санкт-Петербург : тип. Имп. Акад. наук, 1847. — [2], 223 с.;
- О пространстве церковного суда в России до Петра Великого. — М.: Издание И. Е. Андреевского, 1847.
- Об успехах государственного межевания в России до императрицы Екатерины II. — Санкт-Петербург, 1847. — 1, 188 с.;
- Программы преподавания действующих гражданских и межевых законов Российской империи / Издал в руководство своим слушателям, орд. проф. рос. гражд. законов при С.-Петерб. ун-те К. Неволин. — Санкт-Петербург : тип. Имп. Акад. наук, 1847. — 49 с.;
- О преемстве великокняжеского Киевского престола. — М.: Издание И. Е. Андреевского, 1851.
- История российских гражданских законов / Соч. Константина Неволина. Т. 1-3. — Санкт-Петербург : тип. Имп. Акад. наук, 1851. — 3 т.; 22.
- О пятинах и погостах Новгородских в XV века. // Записки Императорского Русского Географического Общества (ИРГО)]. — 1853. Книжка VIII
- Сибирские дворяне. // Вестник ИРГО. — СПб., 1853.
- Письмо К. А. Неволина проф. МДА Ф. А. Голубинскому (рукопись). — Спб, 1828 г. — 1 письмо, 2 л.; 4˚(24,8-20,3) см.
- История российских гражданских законов / К. А. Неволин. — М. : Статут; Консультант плюс, 2005-. — 21 см. — (Классика российской цивилистики / Моск. гос. ун-т им. М. В. Ломоносова, Каф. гражд. права Юрид. фак.).; ISBN 5-8354-0264-3 (в пер.)
- Полное собрание сочинений К. А. Неволина. Тома I—VI. — СПб.: Тип. Эдуарда Праца, 1857—1859.

## Семья
Женился в возрасте 42 лет на дочери генерал-майора Любови Богдановне Нилус. В браке родились две дочери — Зинаида (26 февраля 1851), Евгения (3 июля 1853) и сын Алексей (21 апреля 1855, умер в младенчестве).